# Gruppenführer
Gruppenführer (em alemão:  Líder do Grupo) foi um dos primeiros postos paramilitares do Partido Nazista (NSDAP), criado pela primeira vez em 1925 como um posto sênior da SA.

## História
Em 1930, o Gruppenführer tornou-se um posto SS e foi originalmente concedido aos oficiais que comandavam as SS-Gruppen e também sobre oficiais superiores do estado-maior de comando SS. Em 1932, a SS foi reorganizada e os SS-Gruppen foram reformados em SS-Abschnitte. Um Gruppenführer comandava um SS-Abschnitt, enquanto um novo posto, o de Obergruppenführer, supervisionava as SS-Oberabschnitte que eram as maiores unidades SS na Alemanha.
Inicialmente na SA, NSKK e SS, o posto de Gruppenführer era considerado equivalente a um general completo, mas passou a ser considerado equivalente a Generalleutnant depois de 1934. Durante a Segunda Guerra Mundial, quando a Waffen-SS começou a usar o posto, um SS-gruppenführer foi considerado igual a um Generalleutnant na Wehrmacht e foi referido como SS-gruppenführer und Generalleutnant der Waffen-SS. O Líder do Esquadrão Waffen-SS também exibiu as ombreiras de um Generalleutnant da Wehrmacht.
A insígnia do SS-Gruppenführer consistia em três folhas de carvalho centradas em ambos os colarinhos de um uniforme SS. De 1930 a 1942, a insígnia da SS foi igual ao distintivo de classificação da SA; no entanto, a SS modificou ligeiramente a insígnia do Gruppenführer para incluir um colarinho (popa, uma estrela), após a criação do posto SS-Oberst-Gruppenführer em abril de 1942. Na SA, um Gruppenführer era normalmente responsável por uma série de regimentos (conhecidos como Standarten) que foram formados em SA-gruppen.